# Antoine Dim Delobsom
Antoine Dim Delobsom (* 1897 in Sao, Französisch-Sudan; † 13. Juli 1940) war ein Beamter und Autor aus dem westafrikanischen Staat Burkina Faso.

## Leben
Dim Delobsom stammte aus der traditionellen Herrscherfamilie von Sao, in der heutigen Provinz Kourwéogo. Er arbeitete als Beamter in der französischen Kolonialverwaltung.  und beschäftigte sich mit der Kultur der Mossi. Seine Werke waren die Grundlage für die weitere Erforschung der Mossi. Er opponierte gegen die Kolonialherrschaft sowie die christlichen Missionare. Später wurde er selbst traditioneller Herrscher von Sao und starb unter ungeklärten Umständen im Alter von 43 Jahren. Dim Delobsom gilt als erster Intellektueller des Landes.

## Werke
- L'Empire du Mogho Naba 1932
- Les Secrets des sorciers noirs 1934